# Памятник гастарбайтерам
Памятник гастарбайтерам — памятник расположенный в Марийском духовном центре в Зарванице Тернопольской области. Изначально проект композиции памятника включал отца и мать с ребёнком (впереди), а сзади часовню, но в итоге памятник изображает сделанную из металла фигуру девушки, которая плачет, держа в руках икону. По левую сторону фигуры стоит чемодан, а справа — камень с рушником. На верхней части камня выбиты слова евангелиста Иоанна: «Счастье в Господе, ибо Он дорога, счастье и жизнь». Перед памятникам есть плиты с расстояниям до ряда городов. По словам соавтора изначальной композиции Богдана Пилипива он заграницей пережил не легкие времена и считает памятник целесообразным. Согласно опросам, за границу хотят уехать 65 % молодых украинцев. Памятник был давней мечтой ныне покойного Василия Поточняка, который начал паломничество «Самбор-Зарваница» и хотел увековечить память об украинских гастарбайтерах.
Памятник, изображающий жизнь гастарбайтеров, был открыт после окончания XI Международного пешего паломничество семей мигрантов «Самбор-Зарваница», которая проходила с 5 по 14 августа. Деньги на создание памятника предоставила заграница (Италия, Испания и Португалия). 14 августа 2016 года памятник был освящен архиепископом и Митрополитом Тернопольско-Зборовским Василием (Семенюком) и Владыкой Иосифом (Миляном).